# ملعقة الشاي المثلج

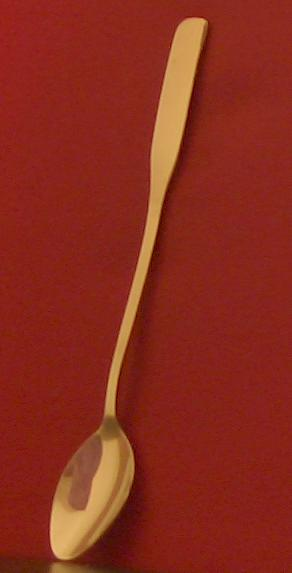
ملعقة الشاي المثلج.

ملعقة الشاي المثلج هي ملعقة رفيعة مع مقبض طويل. تُستخدم بالدرجة الأولى في الولايات المتحدة لتحريك السكر أو المحليات الأخرى في داخل الشاي المثلج والتي تقدم تقليدياً في كأس طويل. وهو سبب وجود مقبض طويل للملعقة. 
في الأصل تعرف باسم ملعقة بارفيت، كما أنها تستخدم عادة لتناول المُثلّجات وخاصة العوامات وسوندايس. حيث يتم تقديم هذه الحلويات عادة في كؤوس طويلة، ملاعق الشاي أو ملاعق الحلوى تصبح خيارات غير مريحة بسبب وصولها المحدود للكأس.